# Emelie Lindström
Emelie Lindström är en svensk innebandyspelare född den 30 oktober 1986. Emelie spelar i Huddinge IBS men spelade tidigare i både Balrog IK och Högdalens AIS.
Lindström blev historisk då hon den 6 december 2009 gjorde Sveriges 1 000:e landslagmål genom tiderna och samtidigt blev den första spelaren någonsin att göra 10 mål i en VM-match då Sverige slog USA med 28-1 i VM 2009. I samma turnering vann hon även poängligan och blev uttagen i All Star Team när Sverige vann VM-guld. Det var Lindströms andra VM-guld, det första var hon med och vann 2007. 2004 var hon även med och vann VM-guld för U19.
Lindström har gjort flest poäng någonsin i det svenska landslaget (181) och har även vunnuit tre SM-guld.

## Meriter
- Årets spelare, Svenska Superligan för damer 2012/2013
- Året forward Svenska Superligan för Damer 2012/2013
- VM-guld med Sverige 2007, 2009, 2011 och 2013
- U-19 VM-guld med Sverige 2004
- Världens bästa innebandyspelare 2011 och 2012
- Årets spelare (Svenska Innebandyförbundet) 2007/2008, 2008/2009 och 2011/2012[2]
- All Star Team (Innebandy-VM 2009)